# Martin Ryle
Martin Ryle (Brighton, Inglaterra 27 de septiembre de 1918 - Cambridge 14 de octubre de 1984) fue un astrónomo británico galardonado con el Premio Nobel de Física en 1974 junto con Antony Hewish, convirtiéndose en los primeros astrónomos en conseguirlo, por sus trabajos sobre radioastronomía y los púlsares.

## Biografía
Nació el 27 de septiembre de 1918 en la ciudad inglesa de Brighton. Estudió física en el Bradfield College y en la Universidad de Oxford, donde se licenció el año 1939.
En 1952 fue nombrado miembro de la Royal Society, y en 1966 la Reina Isabel II del Reino Unido le concedió el título de la Orden del Imperio Británico (sir).
Finalmente, fue encontrado sospechosamente muerto en su lecho la mañana del 14 de octubre de 1984. Los médicos afirmaron que la causa de su fallecimiento fue debido a un infarto cerebral.

## Investigación científica
Durante la Segunda Guerra Mundial trabajó en la realización de un equipo de radar en el Telecommunications Research Establishment de Swanage de Dorset. En 1945 obtuvo una beca para formar parte del Laboratorio Cavendish de la Universidad de Cambridge, donde inició sus primeros trabajos en el camp de las señales de radio extraterrestres y en el desarrollo de telescopios más avanzados, con utilización de los principios del radar, convirtiéndose en uno de los principales impulsores en la creación y mejora de la interferometría astronómica y de la síntesis de obertura, que ha contribuido a aumentar la calidad de los datos astronómicos de radio.
Entre 1948 1959 simultaneó su cátedra de física en la Universidad de Cambridge con la dirección del Mullard Radio Astronomy Observatory. Sus trabajos se centraron en el estudio de las ondas de radio procedentes del Sol o de estrellas próximas, que llevaron al descubrimiento de los quásares. En estas investigaciones Ryle desarrolló la técnica llamada síntesis de apertura, con el uso de diversos radiotelescopios instalados a distancias considerables unos de los otros, dispuestos de manera que se pudiesen conseguir, por el procedimiento interferométrico, resultados idénticos a los de un solo aparato gigantesco. Este sistema fue el que facilitó en 1968 el descubrimiento del primer púlsar.
Martin Ryle falleció el 14 de octubre de 1984 en su residencia de Cambridge.
Fue galardonado en 1954 con la medalla Hughes, concedida por la Royal Society «por sus investigaciones experimentales distinguidos y originales de radioastronomía». También obtuvo la Medalla de oro de la Real Sociedad Astronómica (1964), la Medalla Royal (1973) y la Medalla Bruce (1974).